# Тепляк
Тепля́к —  вре́менное строительное сооружение (шатёр), для производства сварочных и бетонных работ, устройству гидроизоляции в зимний период.

## Материал
- водостойкая фанера,
- брезент,
- нейлоновая ткань,
- полимерная плёнка,
  - через прозрачную плёнку в тепляк проникает дневной свет, в достаточном для проведения работ количестве.

## Обогрев
Обогрев подтентового пространства осуществляется:
- с помощью калориферных установок.
- Для обогрева и термообработки бетона в тепляке используют:
  - газовоздушные или
  - электрические нагревательные системы.
- Для обогрева наружного контура стен можно применять паровые рубашки.

## Экономический эффект
Применение тепляков позволяет вести сварочные, бетонные и др. строительные работы в зимний период, позволяя сокращать время сооружения объектов и улучшает качество работ, поскольку:
- на обрабатываемые поверхности не попадает снег;
- меньше температурная неравномерность;
- уменьшается заболеваемость строителей
- и т.д.

## Особенности
- Необходимо обеспечение подъезда пожарных машин к любой точке тепляка.
- Из-за высокой парусности, необходимо тщательное крепление тепляка[3].
- Конструкция тепляка не должна затруднять перемещение людей и стройматериалов.
- Для бетонирования линейно-протяжённых сооружений:
  - фундаментов,
  - подпорных стен,
  - (основы) дорожных сооружений,
  - галерей
  - и др., —

используются передвигаемые секционные тепляки.